# Йозеф Крістіан Цедліц
Йозеф Крістіан Цедліц (нім. Philipp Gotthard Joseph Christian Karl Anton Freiherr von Zedlitz und Nimmersatt; 28 лютого 1790 — 16 березня 1862, Відень) — австрійський драматург і поет.

## Життя та творчість
Навчався у гімназії у Бреслау разом із Йозефом фон Айхендорфом. У 1806 році вступив до гусарського полку. Брав участь у військовій кампанії 1809 року Війни п'ятої коаліції, зокрема у битвах під Ваграмом та під Екмюлєм у чині обер-лейтенанта.
Після закінчення війни оселився у маєтку в Угорщині і присвятив себе заняттям поезією, випустивши в 1815 році дебютний збірник «Весняні троянди». У наступні роки Цедліц широко публікувався у різних віденських виданнях, продовжуючи вести приватний спосіб життя. Але 10 вересня 1836 року померла від холери його дружина, і Цедліц залишив родовий маєток і вступив на державну службу до міністерства закордонних справ, як публіцист і спеціальний представник князя Клемента Меттерниха. Був уповноваженим багатьох німецьких держав при австрійському дворі: Саксен-Веймар-Ейзенах, Нассау, Брауншвейг, Ольденбург і Ройсс.
Після смерті імператора Франца II вірши Йозефа Цедліца використовувались у черговому варіанті гімну Австрійської імперії (Гімн народний).

## Увічнення пам'яті
У 1865 році його ім'ям було названо вулицю Цедлітцгассе (нім. Zedlitzgasse) у 1-му районі Внутрішнєего міста Відня.

## Твори
Драми:
- «Zwei Nächte zu Walladolid»
- «Der Stern von Sevilla»
- «Kerker und Krone»

Вірші:
- Поетична повість «Waldfräulein»
- «Altnordischen Bilder» (Штутгарт, 1850)
- «Soldatenbüchlein» (Відень, 1848) — рід поетичного катехизму, пройнятого реакційно-католицьким духом та мілітаристським патріотизмом.

Публіцистичні твори:
- Politische Flugschriften.
- Fromme Wünsche aus Ungarn. (1846)
- Über den galicischen Aufstand. (1846)
- Über die orientalische Frage. (1840)